# 36-та окрема бригада берегової оборони (Україна)
36-та окрема бригада берегової оборони (36 ОБрБО, в/ч А2320) — з'єднання військ берегової оборони України чисельністю у бригаду, що існувало у 2003—2015 роках.
Під час російського вторгнення в Україну 2014 року та захоплення Криму частина бригади зрадила присязі, а інша — вийшла на материк. У 2015 році на основі залишків бригади, а також 1 ОБМП і 501 ОБМП була сформована 36-та окрема бригада морської піхоти.

## Історія
Бригада була створена у грудні 2003 року в Автономній республіці Крим на підставі директиви Міністра оборони України від 23 серпня 2003 року № Д-115/1/08. Окрема бригада берегової оборони була сформована після проведення організаційних заходів на базі військових частин та підрозділів 32 армійського корпусу Південного оперативного командування Сухопутних військ Збройних сил України.
Після сформування до складу 36 окремої бригади берегової оборони увійшли: управління бригади (м. Сімферополь), 73-й окремий механізований батальйон, 22-й зенітно-ракетний дивізіон (с. Перевальне), 406-та окрема бригадна артилерійська група (м. Сімферополь), 501-й окремий механізований батальйон, який був сформований із 501-го окремого механізованого полку (м. Керч) інші підрозділи бойового та всебічного забезпечення.
В лютому 2004 року до складу бригади увійшов 84 окремий механізований батальйон, який був сформований з 84-ї окремої механізованої бригади (с. Перевальне).
В березні 2004 року до складу бригади увійшов 1 окремий батальйон морської піхоти (переданий з 1 окремої бригади морської піхоти м. Феодосія-13) та 809 окремий батальйон матеріального забезпечення, який був сформований з 809 окремого полку матеріального забезпечення (с. Перевальне).
У квітні 2004 року до складу бригади увійшов 29-й окремий ремонтно-відновлювальний батальйон (переформовано з 5152 ремонтно-відновлювальної бази (смт Совєтський)). У цьому ж році 1 окремий батальйон морської піхоти та 29 окремий ремонтно-відновлювальний батальйон були передислоковані до м. Феодосія.
У січні 2006 року до складу бригади увійшли: 71-й батальйон управління, 59-й польовий вузол зв'язку (м. Сімферополь) та виключена зі складу бригади 406-та окрема бригадна артилерійська група.
У червні 2007 року зі складу бригади виключені: 1-й окремий батальйон морської піхоти, 35-й полігон, 171-й автоматизований центр передачі та обробки інформації.
У січні 2008 року зі складу окремої бригади берегової оборони виключені: 501-й окремий механізований батальйон, 29-й окремий ремонтно-відновлювальний батальйон.
У серпні 2010 року згідно директиви Командувача Військово-морських сил Збройних сил України від 18 серпня 2010 року № ДК 14/1/024836 окрему бригаду берегової оборони було переформовано. Окремі військові частини, які входили до складу бригади були переформовані та включені в штат бригади з місцем дислокації с. Перевальне Сімферопольського району Автономної Республіки Крим.

### Російсько-українська війна
На початок 2014 року, за даними Михайла Коваля, 36-та окрема бригада берегової оборони, а також інші бойові частини Збройних сил України, які дислокувалися у Криму (зокрема, 1-й батальйон морської піхоти у Феодосії і 501-й батальйон морської піхоти у Керчі) були скороченого складу, і їх чисельність не перевищувала 5 600 військовослужбовців. Чисельність частин Чорноморського флоту Росії, який дислокувався в Криму, та додатково перекинутих сил Російської Федерації, становила до 30 000 військовослужбовців.
2 березня 2014, під час російського вторгнення в Україну та захоплення Криму, російські війська увійшли в Перевальне, де базувалась бригада. Командир бригади, Сергій Стороженко, зрадив Україні, не виконавши прямий наказ керівництва держави захищати військову частину, та саботувавши статут вартової служби. 14 березня до військової частини прибуло підкріплення із 60 кримських татар, що виявили бажання вступити до лав на підставах мобілізації і обороняти військову частину, проте Стороженко відповів їм відмовою.
У зв'язку з анексією Російською Федерацією Автономної Республіки Крим підрозділи ВМС ЗС України були виведені з півострова на материкову Україну, у тому числі — вірна присязі частина 36 окремої бригади берегової оборони. Залишки бригади, а також 1-й та 501-й окремі батальйони морської піхоти, були передислоковані до м. Миколаїв.
Протягом 2014 року військова частина залишалася окремою структурою, щодо неї та 1 ОБМП і 501 ОБМП розглядалися різні варіанти подальшого існування або реформування. У липні 2015 році, на підставі Спільної Директиви Міністерства оборони України та Генерального штабу ЗС України від 15 липня 2015 року №Д-322/1/21, була сформована 36-та окрема бригада морської піхоти, командиром бригади став підполковник Дмитро Делятицький, який до того командував 1 ОБМП.

## Структура

### 2003
- Управління бригади (м. Сімферополь)
- 73-й окремий механізований батальйон
- 22-й зенітно-ракетний дивізіон (с. Перевальне)
- 406-та окрема бригадна артилерійська група (м. Сімферополь)
- 501-й окремий механізований батальйон
- Інші підрозділи бойового та всебічного забезпечення

### 2004
- Управління бригади (м. Сімферополь)
- 73-й окремий механізований батальйон
- 22-й зенітно-ракетний дивізіон (с. Перевальне)
- 406-та окрема бригадна артилерійська група (м. Сімферополь)
- 501-й окремий механізований батальйон (м. Керч)
- 84-й окремий механізований батальйон (с. Перевальне)
- 1-й окремий батальйон морської піхоти (м. Феодосія)
- 809-й окремий батальйон матеріального забезпечення (с. Перевальне)
- 29-й окремий ремонтно-відновлювальний батальйон (м. Феодосія)
- Інші підрозділи бойового та всебічного забезпечення

## Командування
- (2003—2007) полковник Бондаренко Сергей Вікторович
- (2007—2011) полковник Аніконов Костянтин Юрійович[5]
- (2011—2014) полковник Стороженко Сергій Іванович[6][7]